# Steponas Rusteika

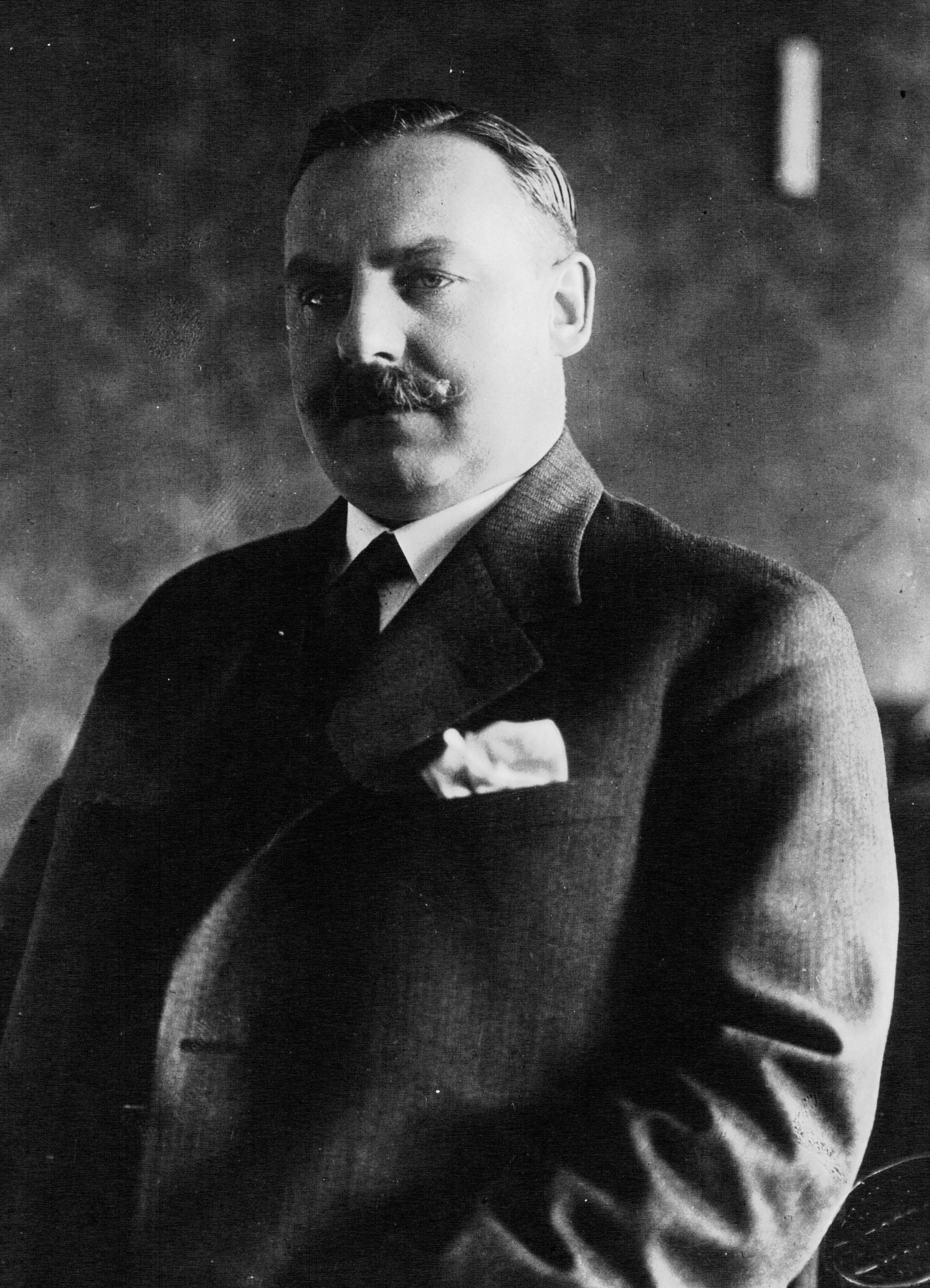
Steponas Rusteika (1932)

Steponas Rusteika (* 5. Juli 1887; † 24. Juni 1941 in Minsk) war ein litauischer Jurist, Politiker, Oberst und Opfer des Stalinismus.

## Leben
Über den Geburtsort gibt es unterschiedliche Angaben. Es gibt Quellen, die sowohl für Riga, Moskau oder Kybartai sprechen.
Steponas Rusteika besuchte das Alexander-Gymnasium in Riga, bestand dort 1908 die Reifeprüfung und nahm anschließend das Studium der Rechtswissenschaft an der Kaiserlichen Universität Dorpat auf, das er 1914 abschloss. Er nahm am Ersten Weltkrieg teil und absolvierte die Militärschule Kasan. Ab 1918 lebte er in Litauen. Ab 1919 war er Freiwilliger der Litauischen Armee und war Mitglied von Lietuvių tautininkų sąjunga und Jaunosios Lietuvos sąjunga.
Von 1930 bis 1931 war er Departamentsdirektor der litauischen Kriminalpolizei in Kaunas. Ab 1931 war er Innenminister Litauens in der Regierung von Juozas Tūbelis. Von 1935 bis 1940 war er stellvertretender Bürgermeister von Kaunas. 1930 überlebte er ein Attentat.
1940 wurde Steponas Rusteika vom NKWD verhaftet, zum Tode verurteilt und 1941 hingerichtet.